# Zouhair Feddal
Zouhair Feddal Agharbi (Tetuán, Marruecos, 23 de diciembre de 1989) es un exfutbolista marroquí que jugaba como defensa y su último equipo fue el Alanyaspor de Turquía. También fue internacional con Marruecos.
Nació en Marruecos, pero llegó a España con tan solo 3 años. Vivió en el municipio catalán de Figueras.

## Trayectoria
Feddal ha desarrollado parte de su carrera en España, donde jugó en el U. E. Vilajuïga (donde debutó como profesional en 2008), Terrasa F. C., San Roque de Lepe, C. D. Teruel y R. C. D. Espanyol "B". También jugó en el FUS Rabat de su país durante poco más de una campaña. 
En 2013 marchó al fútbol italiano para jugar en el Parma F. C. Después de consolidarse en la Serie A, vivió la quiebra del Parma F. C. en primera persona. En su estancia en el Parma, también jugó cedido en el Palermo y la A. C. Siena de la Liga italiana.
En el mes de agosto de 2015 firmó por el Levante U. D. para las tres siguientes temporadas. Quedó libre de contrato con el Parma por el descenso administrativo al que le condenaron por impagos por lo que no se pagó ningún traspaso para hacerse con sus servicios. Debutó en la segunda jornada de la Primera División, un empate a 0 ante la U. D. Las Palmas, y pronto se hizo con un puesto de titular en el centro de la zaga. Su primer gol llegó el 22 de noviembre en la victoria por 0-3 ante el Real Sporting de Gijón.
En el verano de 2016, tras el descenso del Levante, recaló en el Deportivo Alavés, recién ascendido a Primera División y con el que se proclamó subcampeón de la Copa del Rey.
En el verano de 2017 se unió al Real Betis Balompié para las siguientes cuatro temporadas. Tras tres años en el conjunto verdiblanco, en agosto de 2020 fichó por el Sporting C. P., donde permaneció durante dos campañas. Entonces volvió a España y el 24 de agosto firmó por una temporada con el Real Valladolid C. F. Esta no la terminó en este equipo, ya que el 31 de enero de 2023 llegó a un acuerdo para rescindir su contrato.
El 16 de febrero de 2023 firmó por el Alanyaspor de Turquía. Tras su marcha de este equipo estuvo varios meses como agente libre hasta que en agosto de 2024 anunció su retirada.

## Selección nacional
Feddal representó a Marruecos a nivel sub-23 en los Juegos Olímpicos de Londres 2012. Hizo su debut con el equipo sénior el 14 de noviembre de 2012, en una derrota en un amistoso por 0-1 contra Togo.

## Clubes
| Club                    | País      | Año       |
| ----------------------- | --------- | --------- |
| U. E. Vilajuïga         | España    | 2008-2009 |
| Terrasa F. C.           | España    | 2009-2010 |
| C. D. Teruel            | España    | 2010      |
| C. D. San Roque de Lepe | España    | 2010-2011 |
| R. C. D. Espanyol "B"   | España    | 2011-2012 |
| FUS Rabat               | Marruecos | 2012-2013 |
| Parma F. C.             | Italia    | 2013-2015 |
| A. C. Siena (cedido)    | Italia    | 2013-2014 |
| U. S. Palermo (cedido)  | Italia    | 2014      |
| Levante U. D.           | España    | 2015-2016 |
| Deportivo Alavés        | España    | 2016-2017 |
| Real Betis Balompié     | España    | 2017-2020 |
| Sporting C. P.          | Portugal  | 2020-2022 |
| Real Valladolid C. F.   | España    | 2022-2023 |
| Alanyaspor              | Turquía   | 2023      |

## Palmarés

### Títulos nacionales
| Título                      | Club           | País     | Año  |
| --------------------------- | -------------- | -------- | ---- |
| Copa de la Liga de Portugal | Sporting C. P. | Portugal | 2021 |
| Primeira Liga               | Sporting C. P. | Portugal | 2021 |
| Supercopa de Portugal       | Sporting C. P. | Portugal | 2021 |
| Copa de la Liga de Portugal | Sporting C. P. | Portugal | 2022 |